# Ernst Lindemann (Maler)
Ernst Lindemann (* 14. August 1869 in Rahden; † 28. August 1943 in Lüneburg) war ein deutscher Künstler, der vor allem Skizzen anfertigte und Landschafts-Aquarelle im expressionistischen Stil malte.

## Leben
Ernst Lindemann besuchte 1886 die Kunstgewerbeschule Düsseldorf, wo ihn vor allem Clemens Buscher beeinflusste. 1888 wechselte er nach Berlin und schrieb sich an der Königlichen Kunstschule in der Klosterstraße ein. Auch diese Schule verließ er schon nach einem Jahr und besuchte nun die Königliche Webe-, Färberei- und Appreturschule in Krefeld. Nach Abschluss der Ausbildung ging er 1891 als Musterzeichner nach Chemnitz. Sowohl hier wie in Cottbus brach er seine Tätigkeit nach kurzer Zeit ab. Schließlich bewarb er sich bei der Tapetenfabrik Penseler & Sohn in Lüneburg, wohin er 1895 zog. Durch verwandtschaftliche Beziehungen bekam er Verbindung mit den „Lüneburgschen Anzeigen“, für die er später auch kulturelle Artikel schrieb. Hier erhielt er die Gelegenheit, Artikel über Theater-, Kunst- und Musikveranstaltungen zu schreiben. Seine Verbundenheit mit der Lehrerin Olly Pöschmann wurde eine Lebensbeziehung. Von Lüneburg aus fuhr er ans Meer, das für ihn zur wichtigsten Quelle seiner Bildmotive wurde. In Hamburg lernte er auch die Werke der Maler der Brücke, van Goghs und  Edvard Munchs kennen, die ihn sehr beeindruckten.

## Einzelausstellungen
- 1951:  Werke Ernst Lindemanns im Lüneburger Museum[1]
- 1971: Ernst Lindemann: Gedächtnisausstellung. Museum für das Fürstentum Lüneburg (Ausstellungskatalog)[2]
- 2014 Werke Ernst Lindemanns im Freizeitzentrum Stieghorst (Bielefeld)
- 2015 Ernst Lindemann, Bilderausstellung in der Sparkasse Rahden